# KNVB Beker 1961/62
Het seizoen 1961/62 van de KNVB Beker was de 44e editie van de Nederlandse voetbalcompetitie met als inzet de KNVB Beker en een plek in de Europa Cup II voor het seizoen 1962/63. Sparta won voor de tweede maal de beker, na de eerste overwinning in 1958. In de finale werd DHC Delft door een doelpunt van Piet van Miert in de verlenging met 1-0 verslagen.

## Deelnemers
Aan het toernooi namen (bijna) alle teams uit de Nederlandse Eredivisie, Eerste divisie en Tweede divisie deel, alsmede de kampioenen van de hoogste amateurklassen.
In totaal waren er 72 deelnemende verenigingen.
| Niveau         | Ronde 1 | Ronde 2 | Ronde 3 | Ronde 4 | Kwartfinale | Halve finale | Finale |
| -------------- | ------- | ------- | ------- | ------- | ----------- | ------------ | ------ |
| Eredivisie     | -       | -       | 17      | 8       | 4           | 2            | 1      |
| Eerste divisie | -       | 36      | 19      | 8       | 4           | 2            | 1      |
| Tweede divisie | 15      | 8       | 4       | -       | -           | -            | -      |
| Amateurs       | 4       | 2       | -       | -       | -           | -            | -      |
| Totaal         | 19      | 46      | 40      | 16      | 8           | 4            | 2      |

## Eerste ronde
Aan deze ronde deden alleen Tweede divisieclubs mee, aangevuld met enkele amateurclubs.
| Datum           | Wedstrijd                     | Uitslag                    | Scoreverloop |
| --------------- | ----------------------------- | -------------------------- | --- |
| 21 oktober 1961 | Emma – Roda Sport             | 1 – 3 (1 – 1)              | 8' Hens Fischer 0-1 , 44' van der Luit 1-1, 47' Sjef Rademacher 1-2, 50' Lothar Logen 1-3                              |
| 21 oktober 1961 | De Graafschap – Zwolsche Boys | 2 – 3 (1 – 0)              | 14' Theo Huls 1-0, 50' Karel van der Woude 1-1, 52' Paul Vet 2-1, 57' Freek Schutten 2-2, Karel van der Woude 2-3      |
| 21 oktober 1961 | LONGA – Helmondia '55         | 2 – 3 n.v. (2 – 2) (1 – 1) | 4' Theo Spierings 0-1, 29' Jan Meijer (pen) 1-1, 47' Coen Dillen 1-2, Wolf Vermulst (e.d.) 2-2, 64' Theo Spierings 2-3 |
| 21 oktober 1961 | Oldenzaal – Tubantia          | 1 – 3 (0 – 2)              | 11' Frans Olde Riekerink 0-1, 17' Klaas Snip 0-2, 81' Willy Roters 0-3, 89' Johan Beuvink 1-3                          |
| 21 oktober 1961 | PEC – N.E.C.                  | 2 – 0 (1 – 0)              | 14' Leo Koopman 1-0, 82' Jan Brouwer 2-0                                                                               |
| 21 oktober 1961 | RCH – Koninklijke HFC         | 2 – 3 (1 – 1)              | 5' Dolf Poerwo 1-0, 40' Gerard Koenders (pen) 1-1, Fred Jansen 1-2, Jo Honnef 1-3, 90' Chris Hendriks 2-3              |
| 21 oktober 1961 | UVS – EDO                     | 2 – 0 (1 – 0)              | 30' Wim van Kampen 1-0, 47' Koos van Weerlee 2-0                                                                       |
| 21 oktober 1961 | Velocitas – Zwartemeer        | 2 – 3 n.v. (2 – 2) (2 – 1) | 23' Postema 1-0, 37' Tinus Weering 1-1, Henk Smit 2-1, 88' Tinus Weering 2-2, 103' Tinus Weering 2-3                   |
| 21 oktober 1961 | Xerxes – Velox                | 5 – 0 (3 – 0)              | 18' Frans van der Heide 1-0, Jan Engelman 2-0, Piet Kriesch 3-0, 56' Piet Kriesch 4-0, Jan Engelman 5-0                |

Baronie vrijgeloot

## Tweede ronde
In deze ronde stroomden alle Eerste divisieclubs in.
| Datum         | Wedstrijd                  | Uitslag                    | Scoreverloop |
| ------------- | -------------------------- | -------------------------- | --- |
| 31 maart 1962 | Alkmaar '54 – UVS          | 2 – 3 (2 – 2)              | 10' George Breitner 0-1, 23' Jan Kluivers 0-2, 30' Tibor Lőrincz 1-2, 40' Siem Tijm 2-2, 55' Jan Kluivers 2-3                                  |
| 31 maart 1962 | Be Quick – Go Ahead        | 3 – 1 (1 – 0)              | 8' Dirk Roelfsema 1-0, 44' Dirk Roelfsema 2-0, 77' Harrie Lammers 2-1, 84' Dirk Roelfsema 3-1                                                  |
| 31 maart 1962 | D.F.C. – EBOH              | 3 – 0 (1 – 0)              | 25' Leen de Visser 1-0, 75' Leen de Visser 2-0, 80' Hans de Vos (pen) 3-0                                                                      |
| 31 maart 1962 | DHC – SHS                  | 2 – 1 (1 – 0)              | 8' Chiel Jansen 1-0, 75' John Heikamp 1-1, Chiel Jansen 2-1                                                                                    |
| 31 maart 1962 | Eindhoven – RBC            | 3 – 2 (0 – 0)              | 50' Herman Teeuwen 1-0, 65' Bram Verplanke (e.d.) 1-1, 66' Piet Bruijninckx 1-2, Wim van Kessel 2-2, 85' Thieu Soers (pen) 3-2                 |
| 31 maart 1962 | Elinkwijk – Xerxes         | 2 – 1 (2 – 0)              | 5' Ben Zweers 1-0, 40' Martin Snoeck 1-1, 63' Jozef Siahaya 2-1                                                                                |
| 31 maart 1962 | Enschedese Boys – Tubantia | 3 – 2 n.v. (2 – 2) (2 – 1) | Frans Olde Riekerink 0-1, Henk Leusink 1-1, Abe Lenstra 2-1, Frans Olde Riekerink 2-2, Abe Lenstra 3-2                                         |
| 31 maart 1962 | Excelsior – Fortuna Vl     | 1 – 0 (0 – 0)              | 65' Frans van der Burg (pen) 1-0 |
| 31 maart 1962 | 't Gooi – Hilversum        | 2 – 1 (1 – 0)              | Heinz Kraneveldt 0-1, Gerhard Tenniglo 1-1, Theo Buenen 2-1                                                                                    |
| 31 maart 1962 | Haarlem – Kon HFC          | 2 – 0 (1 – 0)              | Ruud Frie 1-0, Ruud Frie 2-0 |
| 31 maart 1962 | Heerenveen – Leeuwarden    | 1 – 0 n.v.                 | 91' Hendrik Boersma 1-0 |
| 31 maart 1962 | Helmond – Roda Sport       | 1 – 4 (1 – 2)              | 17' Hens Fischer 0-1, 21' Piet Giesen 0-2, Johannes van Zutphen 1-2, 80' Joseph Büttgen 1-3, 84' Piet Giesen 1-4                               |
| 31 maart 1962 | Heracles – AGOVV           | 4 – 3 (3 – 1)              | 4' Joop Schuman 1-0, 10' Joop Hartjes 1-1, 18' Herman Vrielink 2-1, 32' Joop Schuman 3-1, Henk Kanselaar 3-2, Wim Bakker 3-3, Joop Schuman 4-3 |
| 31 maart 1962 | HVC – BVV                  | 2 – 1 (1 – 1)              | 5' Wim Wisse 0-1, Siem Sleeking 1-1, 83' Henk Wery 2-1                                                                                         |
| 31 maart 1962 | NOAD – Helmondia '55       | 0 – 3 (0 – 0)              | 69' Theo Spierings 0-1, 78' Theo Spierings 0-2, Theo Spierings 0-3                                                                             |
| 31 maart 1962 | Sittardia – Limburgia      | 5 – 1 (2 – 0)              | 20' Thei Huisman 1-0, 20' Leo Wesolek 2-0, 49' Math Schmeitz 3-0, 51' Piet Quix 4-0, 78' Thei Huisman 5-0, 88' Wim Huis 5-1                    |
| 31 maart 1962 | SVV – Hermes DVS           | 3 – 1 (3 – 0)              | 3' Joop Herwig 1-0, 13' Gerrit van Pelt 2-0, 23' Gerrit van Pelt 3-0, 73' Theo van der Poel (pen) 3-1                                          |
| 31 maart 1962 | Veendam – Zwartemeer       | 0 – 1 (0 – 1)              | 30' Willy Hoogenberg 0-1 |
| 31 maart 1962 | Vitesse – PEC              | 4 – 2 (1 – 2)              | 3' Jan Seelen 1-0, 7' Jan Brouwer 1-1, 27' Wim Pothoven (e.d.) 1-2, 59' Jan Seelen 2-2, 75' Jan Seelen 3-2, 80' Jan Seelen 4-2                 |
| 31 maart 1962 | VSV – Stormvogels          | 0 – 0 n.v.                 | VSV wint na strafschoppen |
| 31 maart 1962 | Wilhelmina – Baronie       | 2 – 1 n.v. (1 – 1) (1 – 1) | 17' Jo Konings (e.d.) 0-1, 27' Wim van den Hurk 1-1, 109' Martin Kastelijn 2-1                                                                 |
| 31 maart 1962 | ZFC – KFC                  | 1 – 0 (0 – 0)              | Piet van der Bor 1-0 |
| 31 maart 1962 | Zwolsche Boys – Wageningen | 0 – 3 (0 – 1)              | 17' Ton van de Weerd 0-1, 83' Chris Beekhuizen 0-2, Ton van de Weerd 0-3                                                                       |

## Derde ronde
In deze ronde stroomden alle Eredivisieclubs in. PSV was in deze ronde vrijgeloot, maar moest in de daaropvolgende tussenronde aan de bak. Deze tussenronde diende gespeeld te worden om het aantal clubs in de vierde ronde op 16 te brengen.
| Datum         | Wedstrijd                  | Uitslag                    | Scoreverloop |
| ------------- | -------------------------- | -------------------------- | --- |
| 28 april 1962 | ADO – SVV                  | 2 – 0 (0 – 0)              | 55' Carol Schuurman (pen) 1-0, 60' Carol Schuurman 2-0 |
| 28 april 1962 | Ajax – HVC                 | 4 – 1 (2 – 0)              | 32' Henk Groot 1-0, 43' Sjaak Swart 2-0, 55' Henk Wery 2-1, 58' Cees Groot 3-1, 69' Cees Groot (pen) 4-1                                                                                |
| 28 april 1962 | DOS – Elinkwijk            | 3 – 1 (1 – 1)              | 9' Jan de Jongh 0-1, 12' Theo Verkuyl 1-1, 70' Wim Visser 2-1, 85' Bert Theunissen 3-1                                                                                                  |
| 28 april 1962 | Eindhoven – MVV            | 3 – 2 (1 – 2)              | 9' Nico Mares 0-1, 15' Henk Brinkhuis 0-2, 26' Thieu Soers (pen) 1-2, 46' Herman Teeuwen 2-2, 113' Wim van Kessel 3-2                                                                   |
| 28 april 1962 | 't Gooi – Blauw Wit        | 4 – 3 (1 – 1)              | Piet Wolff 1-0, Wim Bleijenberg 1-1, Piet Wolff 2-1, Wim Bleijenberg 2-2, Arie van den Berg 2-3, Piet Wolff 3-3, Theo Buenen 4-3                                                        |
| 28 april 1962 | Heerenveen – Zwartemeer    | 1 – 2 n.v. (1 – 1) (1 – 0) | 28' Sikke Venema 1-0, 60' Hans Kalter 1-1, 114' Jan Smit 1-2 |
| 28 april 1962 | Heracles – Enschedese Boys | 4 – 2 (0 – 1)              | Henk Leusink 0-1, 19' Ger Donners 1-1, Joop Schuman 2-1, Joop Schuman 3-1, Bennie van Stuivenberg 3-2, 90' Bennie Bartelink 4-2                                                         |
| 28 april 1962 | Roda Sport – NAC           | 1 – 2 (1 – 1)              | 21' Sjef Rademacher 1-0, 32' Jacques Visschers 1-1, 89' Leo Canjels 1-2 |
| 28 april 1962 | Sittardia – Rapid JC       | 1 – 0 (0 – 0)              | 50' Jan Wolfs 1-0 |
| 28 april 1962 | Sparta – Excelsior         | 1 – 0 (0 – 0)              | 88' Hans de Koning 1-0 |
| 28 april 1962 | Vitesse – VVV              | 2 – 1 (1 – 0)              | 32' Joop Ruiter 1-0, 68' Jan Seelen 2-0, 85' Victor Janssen 2-1 |
| 28 april 1962 | De Volewijckers – DHC      | 1 – 3 (0 – 2)              | Chiel Jansen 0-1, Chiel Jansen 0-2, Cor van Galen 0-3, Piet Boogaard 1-3 |
| 28 april 1962 | Wilhelmina – Fortuna '54   | 5 – 0 (4 – 0)              | 6' Martin Kastelijn 1-0, 16' Martin Kastelijn 2-0, 26' Martin Kastelijn 3-0, 27' Nico Gloudemans 4-0, 82' Martin Kastelijn 5-0                                                          |
| 28 april 1962 | Willem II – Helmondia '55  | 1 – 0 (1 – 0)              | 40' Piet Timmermans 1-0 |
| 29 april 1962 | D.F.C. – Feijenoord        | 2 – 1 (2 – 0)              | 2' Leen de Visser 1-0, 6' Arie Schoon 2-0, 60' Gerard Bergholtz (pen) 2-1 |
| 29 april 1962 | Haarlem – DWS/A            | 4 – 5 n.v. (4 – 4) (2 – 3) | 3' Lout Vreeken 1-0, 23' Arie de Oude 1-1, 34' Jan Braam 1-2, 36' Lout Vreeken 2-2, Wim de Kreek 2-3, 52' Ruud Frie 3-3, 60' Wim de Kreek 3-4, 65' Fred Jaski 4-4, 92' Arie de Oude 4-5 |
| 29 april 1962 | UVS – ZFC                  | 1 – 1 n.v. (1 – 1) (0 – 1) | Ton van der Linden 0-1, 53' Han Verhoeks 1-1 ZFC wint na strafschoppen |
| 29 april 1962 | VSV – Volendam             | 2 – 3 (0 – 1)              | 5' Harmen Veerman 0-1, Cor Brom 1-1, Fred Dikstaal 2-1, 87' Harmen Veerman 2-2, Harmen Veerman 2-3                                                                                      |
| 3 mei 1962    | GVAV – Be Quick            | 4 – 1 (1 – 1)              | 5' Henk Klunder 1-0, Dirk Roelfsema 1-1, 60' Henk Meuken 2-1, 75' Klaas Nuninga 3-1, 88' Henk Klunder 4-1                                                                               |
| 10 mei 1962   | SC Enschede – Wageningen   | 0 – 5 (0 – 3)              | Hans van Eeden 0-1, Kees Krechting 0-2, 10' Ton van de Weerd 0-3, Chris Geutjes 0-4, Jo Weustink (e.d.) 0-5                                                                             |

## Tussenronde
| Datum       | Wedstrijd         | Uitslag                    | Scoreverloop |
| ----------- | ----------------- | -------------------------- | --- |
| 10 mei 1962 | PSV – Willem II   | 1 – 0 n.v.                 | 115' Wim Wolbers 1-0 |
| 10 mei 1962 | ZFC – Volendam    | 1 – 2 n.v. (1 – 1) (0 – 1) | Dick Tol 0-1, Cor Kat 1-1, 95' Johan Pelk 1-2 |
| 23 mei 1962 | DOS – ADO         | 4 – 3 n.v. (3 – 3) (2 – 0) | 24' Bert Theunissen 1-0, 26' Tonny van der Linden 2-0, 52' Lex Rijnvis 2-1, 57' Carol Schuurman 2-2, 81' Carol Schuurman 2-3, 86' Bert Theunissen 3-3, 94' Tonny van der Linden 4-3 |
| 23 mei 1962 | GVAV – Zwartemeer | 2 – 2 n.v. (2 – 2) (1 – 2) | 20' Klaas Nuninga 1-0, Jan Smit 1-1, Jan Smit 1-2, 52' Klaas Nuninga 2-2 GVAV wint na strafschoppen                                                                                 |
| 24 mei 1962 | Wilhelmina – NAC  | 1 – 2 (0 – 0)              | 47' Theo Borsten 1-0, 76' Hein van Gastel 1-1, 77' Frans Peters 1-2 |

## Vierde ronde
| Datum       | Wedstrijd          | Uitslag                    | Scoreverloop |
| ----------- | ------------------ | -------------------------- | --- |
| 31 mei 1962 | DHC – D.F.C.       | 2 – 1 n.v. (1 – 1) (0 – 0) | 47' Willem van Buuren 1-0, 62' Wim van Twist 1-1, 120' Chiel Jansen 2-1                                                                         |
| 31 mei 1962 | DOS – DWS/A        | 2 – 2 n.v. (2 – 2) (2 – 2) | Wim de Kreek 0-1, Jos Vonhof 0-2, Tonny van der Linden 1-2, 20' Tonny van der Linden 2-2 DOS wint na strafschoppen                              |
| 31 mei 1962 | 't Gooi – Ajax     | 1 – 0 n.v.                 | 100' Theo Buenen 1-0 |
| 31 mei 1962 | NAC – Sittardia    | 3 – 2 (1 – 1)              | 3' Leo Canjels 1-0, 13' Math Schmeitz 1-1, 52' Ad van der Weij 1-2, 75' Hein van Gastel 2-2, 84' Cock Luyten 3-2                                |
| 31 mei 1962 | PSV – Eindhoven    | 2 – 1 (1 – 0)              | 35' Gordon Nutt 1-0, 61' Pierre Kerkhoffs 2-0, 76' Thieu Soers 2-1                                                                              |
| 31 mei 1962 | Sparta – Volendam  | 4 – 2 (4 – 2)              | 3' Tonny van Ede 1-0, 14' Harmen Veerman 1-1, 18' Johan Pelk 1-2, 30' Tinus Bosselaar (pen) 2-2, 32' Piet van Miert 3-2, 37' Piet van Miert 4-2 |
| 31 mei 1962 | Vitesse – Heracles | 0 – 1 n.v.                 | Bennie Bartelink 0-1 |
| 3 juni 1962 | Wageningen- GVAV   | 3 – 0 (3 – 0)              | 13' Henk Vreekamp 1-0, Bart van Ingen 2-0, Bart van Ingen 3-0                                                                                   |

## Kwartfinales
| Datum        | Wedstrijd             | Uitslag                    | Scoreverloop |
| ------------ | --------------------- | -------------------------- | --- |
| 6 juni 1962  | DHC – NAC             | 1 – 1 n.v. (1 – 1) (1 – 0) | 35' Piet Verhagen 1-0, 51' Leen van der Lugt 1-1 DHC wint na strafschoppen                                                                 |
| 6 juni 1962  | DOS – PSV             | 1 – 5 (1 – 2)              | 1' Willie Heesakkers 0-1, 11' Jan Louwers 0-2, 44' Wim Visser 1-2, 53' Pierre Kerkhoffs 1-3, 78' Wim Wolbers 1-4, 83' Pierre Kerkhoffs 1-5 |
| 6 juni 1962  | Heracles – Wageningen | 2 – 3 (0 – 0)              | 50' Gerrit van der Weerthof 0-1, 54' Herman Morsink 1-1, Herman Morsink 2-1, Chris Geutjes 2-2 87' Ton van de Weerd 2-3                    |
| 11 juni 1962 | Sparta – 't Gooi      | 3 – 2 n.v. (2 – 2) (1 – 0) | 4' Piet de Vries 1-0, 59' Jan Karhof 1-1, 85' Nico Engelander 1-2, 88' Cor Adelaar 2-2, 114' Cor Adelaar 3-2                               |

## Halve finales
De halve finales werden op neutraal terrein gespeeld.
| Datum                       | Wedstrijd           | Uitslag       | Scoreverloop |
| --------------------------- | ------------------- | ------------- | --- |
| 14 juni 1962 terrein BVV    | DHC – PSV           | 1 – 0 n.v.    | 99' Chiel Jansen 1-0 |
| 16 juni 1962 terrein N.E.C. | Sparta – Wageningen | 7 – 1 (0 – 0) | 49' Piet de Vries 1-0, 56' Tonny van Ede 2-0, 59' Cor Adelaar 3-0, 65' Tonny van Ede 4-0, Piet van Miert 5-0, Tonny van Ede 6-0, 86' Chris Geutjes 6-1, 90' Piet de Vries 7-1 |

## Finale
|                                |                    |            |     |                                                                          |
| 20 juni 1962 Finale KNVB Beker | Sparta             | 1 – 0 n.v. | DHC | Het Kasteel, Rotterdam Toeschouwers: 12.000 Scheidsrechter: Ad Boogaerts |
| 20 juni 1962 Finale KNVB Beker | Piet van Miert 94' |            |     | Het Kasteel, Rotterdam Toeschouwers: 12.000 Scheidsrechter: Ad Boogaerts |

| Sparta        |  |                   |
|               |  |                   |
| DM            |  | Tonny van Leeuwen |
|               |  | Jan Kok           |
|               |  | Pim Visser        |
|               |  | Cor Adelaar       |
|               |  | Hugo Meijers      |
|               |  | Bep Zaal          |
|               |  | Piet de Vries     |
|               |  | Tonny van Ede     |
|               |  | Piet van Miert    |
|               |  | Eddy van de Graaf |
|               |  | Ben de Vries      |
| Trainer:      |  |                   |
| Denis Neville |  |                   |

| DHC                 |  |                   |
|                     |  |                   |
| DM                  |  | Piet Lagarde      |
|                     |  | Wim Tetteroo      |
|                     |  | Joop Fluit        |
|                     |  | Dirk Bavelaar     |
|                     |  | Karel Jansen      |
|                     |  | Cor van Galen     |
|                     |  | Wim van der Gijp  |
|                     |  | Hans Dorjee       |
|                     |  | Chiel Jansen      |
|                     |  | Frans Stallen     |
|                     |  | Willem van Buuren |
| Trainer:            |  |                   |
| Friedrich Donenfeld |  |                   |

| KNVB Beker 1961/62  |
| ------------------- |
| Sparta Tweede titel |

Seizoenen: 1898/99 · 1899/00 · 1900/01 · 1901/02 · 1902/03 · 1903/04 · 1904/05 · 1905/06 · 1906/07 · 1907/08 · 1908/09 · 1909/10 · 1910/11 · 1911/12 · 1912/13 · 1913/14 · 1914/15 · 1915/16 · 1916/17 · 1917/18 · 1918/19 · 1919/20 · 1920/21 · 1921/22 · 1922/23 · 1923/24 · 1925 · 1925/26 · 1926/27 · 1927/28 · 1928/29 · 1929/30 · 1930/31 · 1931/32 · 1932/33 · 1933/34 · 1934/35 · 1935/36 · 1936/37 · 1937/38 · 1938/39 · 1939/40 · 1940/41 · 1941/42 · 1942/43 · 1943/44 · 1944/45 · 1945/46 · 1946/47 · 1947/48 · 1948/49 · 1949/50 · 1950/51 · 1951/52 · 1952/53 · 1953/54 · 1954/55 · 1955/56 · 1956/57 · 1957/58 · 1958/59 · 1959/60 · 1960/61 · 1961/62 · 1962/63 · 1963/64 · 1964/65 · 1965/66 · 1966/67 · 1967/68 · 1968/69 · 1969/70 · 1970/71 · 1971/72 · 1972/73 · 1973/74 · 1974/75 · 1975/76 · 1976/77 · 1977/78 · 1978/79 · 1979/80 · 1980/81 · 1981/82 · 1982/83 · 1983/84 · 1984/85 · 1985/86 · 1986/87 · 1987/88 · 1988/89 · 1989/90 · 1990/91 · 1991/92 · 1992/93 · 1993/94 · 1994/95 · 1995/96 · 1996/97 · 1997/98 · 1998/99 · 1999/00 · 2000/01 · 2001/02 · 2002/03 · 2003/04 · 2004/05 · 2005/06 · 2006/07 · 2007/08 · 2008/09 · 2009/10 · 2010/11 · 2011/12 · 2012/13 · 2013/14 · 2014/15 · 2015/16 · 2016/17 · 2017/18 · 2018/19 · 2019/20 · 2020/21 · 2021/22 · 2022/23 · 2023/24 · 2024/25 · 2025/26
Finales: 2013 · 2014 · 2015 · 2016 · 2017 · 2018 · 2019 · 2020 · 2021 · 2022 · 2023 · 2024 · 2025
Nederland: Eredivisie · Eerste divisie · Tweede divisie · Derde divisie/Topklasse · KNVB Beker
Europa: Champions League · Europa Cup I · Europa Cup II · Europa League · UEFA Cup · Jaarbeursstedenbeker · Intertoto Cup